# Jules De Bisschop
Jules Maria Adolphe Henri De Bisschop (Gant, Flandes Oriental, 5 de febrer de 1879 – Gant, 21 de desembre de 1954) va ser un remer belga que va competir cavall del segle xix i el segle xx.
El 1900 va prendre part en els Jocs Olímpics de París, on guanyà una medalla de plata en la prova de vuit amb timoner com a membre de l'equip Royal Club Nautique de Gand.